# 東恆農郡
东恒农郡，中国南北朝时设置的郡。
- 北魏太和年间设置东恒农郡（东弘农郡），治所在西城县（今河南省内乡县西北）。西魏改为荆州武关郡武关县。
- 南朝梁萧衍设置东恒农郡，治所在阳武县（今安徽省界首市与阜阳市、太和县、临泉县交界处）属于陈州。侯景之乱后，东魏夺得东恒农郡，东恒农郡隶颍州。领三县：荥阳、阳武、淮阳。119户，440口。北齐时省并。